# Chimarra camposae
Chimarra camposae är en nattsländeart som beskrevs av Oliver S. Flint Jr. 1998. Chimarra camposae ingår i släktet Chimarra och familjen stengömmenattsländor. Inga underarter finns listade i Catalogue of Life.